# Comuna del Centro (Cúcuta)
La Comuna 1 o Centro es una aglomeración de barrios que están ubicados en la zona céntrica de la ciudad colombiana de Cúcuta. Abarca todo el centro histórico de la ciudad, así como sus barrios más antiguos, que se ve reflejado en la estructura de sus edificaciones y calles que evocan una arquitectura propia de finales del siglo XIX y principios del siglo XX. En esta comuna sobre sale el comercio, ya que abarca bancos, centros comerciales, entre otros, representa el distrito financiero de la ciudad.

## Subdivisión
La comuna del centro está dividida en 8 barrios.
- El Contento
- El Páramo
- El Centro
- La Playa
- Latino
- El Callejón
- Llano
- La Sexta

-Incluye parte de la avenida sexta.